# الاتحاد السعودي للتايكوندو
الاتحاد السعودي للتايكوندو، هو الجهة الراعية لرياضة التايكوندو في المملكة العربية السعودية، تأسس في عام 1976، يترأسه حالياً الدكتور عقاب بن دعيج المطيري ونائبه علي اليامي ، وعضوية كلّ من : ميسون الصويغ، سهام المسعودي، شمس آل جابر، رياض العتيبي، المعتز شعيب، عاطي السلمي.، وتشرف عليه وزارة الرياضة، نظم الاتحاد في عام ٢٠٢١ النسخة الأولى لبطولة العالم للسيدات  التي تقام لأول مرة بنسخة مخصصة للسيّدات، بمشاركة 171 لاعبة يمثلن 36 دولة من بينهن ست لاعبات سعوديّات، يتنافسن على ستة أوزان تحت إشراف الاتحاد العالمي للتايكوندو ، كما استضاف الاتحاد السعودي للتايكوندو في عام ٢٠٢٢ نهائي الجائزة الكبرى للتايكوندو  بمشاركة 208 لاعبين ولاعبات، يمثلون 79 دولة من مختلف قارات العالم ، وحصل الاتحاد على جائز أفضل اتحاد في العالم 

## تاريخ الاتحاد السعودي للتايكوندو
تأسس الاتحاد السعودي للتايكوندو رسمياً عام 1976م تحت مسمى الاتحاد السعودي للكاراتيه والتايكوندو والجودو وحيث تم تعيين الأستاذ محمد الفايز القليش رئيساً له، وفي عام 2000م تم فصل الكاراتيه عن التايكوندو والجودو ليصبح لمسمى الاتحاد لسعودي للجودو والتايكوندو .
ـفي عام 2014م استقلت التايكوندو عن الجودو ليصبح مسماه الاتحاد السعودي للتايكوندو وكان أول رئيس له بمسماه الجديد هو الدكتور هاني كمال نجم، ويرأسه في الوقت الحالي الدكتور عقاب بن دعيج المطيري 

## الهيكل الإداري
يدير الاتحاد ويشرف على أعماله مجلس إدارة مكون من رئيس وأربعة أعضاء بالإضافة إلى الأمين العام للاتحاد. يقوم الاتحاد بممارسة اعمالة عن طريق عدد من اللجان الفنية والإدارية والمالية والقانونية، حيث تم تعيين محمد الشهري مديراً تنفيذياً للاتحاد كما تم تعيين ثامر السعران رئيساً للجنة الفنية وسعود المطيري مديراً للمنتخبات وشكير شلباط رئيساً للحكام وأمين آل وحيد رئيساً للجنة المسابقات وعلي اليامي رئيساً للجنة المدربين .

## تميمة الاتحاد
ونظراً للتوهج الذي سعى الاتحاد لتحقيقه أطلق الاتحاد في عام 2019م تميمة الاتحاد التي تمثل الهندام السعودي مدموجاً بالزي الرسمي للعبة.

## عدد المنتسبين للاتحاد السعودي للتايكوندو
وفقاً لاحصائيات الاتحاد عام 2019 بلغ عدد المنتسبين للاتحاد أكثر من 50.000 لاعب ولاعبة، فيما بلغ عدد الأندية المنتسبة للاتحاد أكثر من (80) نادياً من أندية المملكة.

## أبرز أمناء العموم ورؤساء اللجان

### أمناء العموم
- سعد الخليوي
- مزيد السبيعي[بحاجة لمصدر]
- عبد الإله الدلاك[10]
- فهد السلمان
- مشعل المطيري
- سامي الطلب[11]
- مدراء الاتحاد
- محمد الحسين
- صالح الموسى
- محمد القحطاني

### رؤساء اللجان الفنية
- سعد الخليوي
- أبوبكر كردي
- فهد السلمان
- منصور السعران
- د.أحمد آل مفرح
- ثامر السعران[12]

### رؤساء لجان الحكام
- خالد الدوسري
- فهد السلمان
- محمد الهويشل
- محمد الوبران
- مفضي العنزي
- فايز السلولي

## الفعاليات والأنشطة الرياضية
ينظم الاتحاد سنوياً كثر من 30 بطولة على مستوى مناطق ومحافظات المملكة كما يقيم دورات تدريبية للحكام وللمدربين تحت مظلة معهد إعداد القادة بالرياض، كما يقيم الاتحاد سنوياً بطولة المملكة المفتوحة على كأس المؤسس يتم من خلالها تكريم الفائزين في الموسم الرياضي وتسليم كأس التفوق العام للفريق الأكثر حصولاً على عدد من البطولات خلال الموسم ويحضرها عدد كبير من المسؤولين والإعلاميين وأعضاء المجلس .

## بطل عالمي
في عام (2017) وضمن بطولة العالم الخامسة للتايكوندو لدرجة الناشئين حقق اللاعب السعودي والبطل العالمي محمد السويق أول ميدالية ذهبية عالمية في تاريخ الاتحاد.[بحاجة لمصدر]

## أول ذهبية نسائية
استطاعت اللاعبة السعودية دنيا أبوطالب تحقق أول ذهبية نسائية وذلك من خلال مشاركتها في البطولة العربية المفتوحة والتي استضافتها دولة الإمارات العربية المتحدة في عام 2020.

## البطولة الأولى للسيدات
في التاسع عشر من أغسطس لسنة 2021م نظّم الاتحاد السعودي للتايكوندو أول بطولة نسائية للبومسي بمحافظة جدة كما تم إقامة أول بطولة نسائية في الكاروقي (القتال) في السادس والعشرين من شهر أغسطس لسنة 2021 بمحافظة جدة شارك فيهما عدد كبير من اللاعبات والمدربات بطاقم تحكيم نسائي وكانت تلك البطولتين باكورة الانطلاقة النسائية في رياضة التايكوندو

## منافسات افتراضية
في عام (2020) وبالتزامن مع جائحة كورونا نظّم الاتحاد السعودي للتايكوندو بطولة المملكة الإفتراضية الأولى للتايكوندو (بومسي ـ ذكور) وهي أول منافسة افتراضية أقيمت في تاريخ الاتحاد، وفي شهر يونيو من عام (2020) أقام الاتحاد بطولة المملكة الإفتراضية الثانية للتايكوندو وهي البطولة الأولى في تاريخ الاتحاد للعنصر النسائي بمشاركة (46) لاعبة من مختلف مناطق المملكة. ، وفي 23 من سبتمبر 2020 وتزامناً مع اليوم الوطني التسعون للمملكة العربية السعودية أقيمت أول بطولة لعروض التايكوندو في تاريخ الاتحاد وتعد هذه البطولة هي البطولة الإفتراضية الثالثة خلال عام (2020) بمسمى بطولة المملكة الأولى الافتراضية لعروض التايكوندو.

## أيقونة التايكوندو السعوديدنيا أبو طالب
شاركت دنيا في الألعاب السعودية لاعبة المنتخب السعودي للتايكوندو ونادي القادسية السعودي واحدة من أربعة رياضيين يمثلون السعودية في بطولة العالم للتايكوندو 2022  في غوادالاخارا بالمكسيك. كانت هي الرياضية الأنثى الوحيدة في الفريق. شاركت في فئة الوزن 49 كجم تحت إشراف المدرب الروسي كوربان بوغدا. حققت المركز الثالث في فئة وزن الذبابة في المكسيك، وأيضًا حققت المركز الثالث في فئتها في دورة الألعاب الآسيوية 2022.
في عام 2024، أصبحت دنيا أول امرأة سعودية في التاريخ تتأهل لمقعد في الأولمبياد بسبب تفوقها في التصفيات والمنافسات الرسمية بعد اجتيازها التصفيات الآسيوية.
شاركت في أولمبياد باريس 2024 في فئة تايكوندو للسيدات بوزن 49 كجم. واجهت الرياضية الإسرائيلية أفيساغ سمبرغ في مباراتها الأولى وحققت الفوز، وتأهلت للعب على الميدالية البرونزية إلّا أنها خسرت أمام خصمها اللاعبة الإيرانية مبينا نمتزاده .
في عام ٢٠٢٥ تصدرت دنيا أبوطالب التصنيف الدولي لشهر مارس كأول لاعبة سعودية تحصل على "المصنف الأول" عالمياً لوزن تحت ٥٣ كجم ، وفي العام ذاته نالت جائزة اللجنة الأولمبية الدولية للمساواة والتنوع والشمول عن قارة آسيا لعام 2024م، للمرة الأولى في تاريخ الرياضة السعودية.